# Aleš Kotalík
Aleš Kotalík (Jindřichův Hradec, 23 dicembre 1978) è un ex hockeista su ghiaccio ceco.

## Palmarès

### Olimpiadi
- Bronzo a Torino 2006.